# 제이컵 리틀
제이콥 리틀(Jacob Little, 1794년 3월 17일 ~ 1865년 3월 28일)은 19세기 월 스트리트 투자가로 주식시장 역사상 최고이자 위대한 투자분석가 중에 한 명이다. 당시에 ‘월 스트리트의 큰 곰’으로 알려졌다.
매사추세츠주 뉴버리포트에서 태어나 1817년 뉴욕으로 이주했고, 제이콥 바커 밑에서 일했다. 1822년 자신의 회사를 열었고, 마침내 1834년 자신의 중개업체를 가지게 되었다. 시장 비관론자인 리틀은 여러 회사의 주식을 공매도하고 수익을 창출하기 위해 다른 공매도업자들의 주식을 사재기 하는 ‘베어링 스탁’(bearing stocks)으로 부를 일구었다. 놀라운 재무식견으로 리틀은 어마어마한 부를 모아서 미국에서 가장 부유한 사람들 중 한 명이 되었고, 1830년대와 1840년대 월 가에서 최고 금융업자 중 하나였다. 하지만 리틀의 투자행위는 주변 사람들의 분노를 샀고, 리틀을 추종하는 사람은 거의 없었다. 리틀은 1857년 완전히 파산하기 전까지 여러 번 많은 돈을 모았다가 잃기를 반복했다. 수많은 사람들이 리틀에게 막대한 빚을 졌지만, 리틀은 관대한 편이어서 빚을 추심하지 않았고, 1865년 리틀은 무일푼으로 죽었다. 리틀이 살아있던 당시 주식시장에서 유명한 투자가였지만, 죽은 뒤에 빠르게 잊혀졌고 오늘날에는 상대적으로 무명인 채로 남게되었다.

## 생애
제이콥 리틀이 어른이 된 이후 리틀의 투자활동은 잘 알려져 있지만, 리틀의 어린 시절은 거의 알려져 있지 않다. 리틀은 1794년 3월 17일 매사추세츠주 뉴버리포트에서 태어났다. 성공한 지역 조선업자의 아들이자 퀘이커 교도 출신으로 리틀은 어린 시절부터 돈과 금융시장에 놀라운 이해력을 보여주었다. 1817년 리틀은 뉴욕으로 이주했고, 대단히 성공한 금융업자이자 상인인 제이콥 바커 가게의 점원으로 일했다.